# ブッチ・リード
ブッチ・リード（Butch Reed、本名：Bruce Franklin Reed、1954年7月11日 - 2021年2月5日）は、アメリカ合衆国のプロレスラー。ミズーリ州ウォーレンズバーグ出身のアフリカ系アメリカ人。
1980年代前半は均整のとれた柔軟な肉体を持つ黒人レスラーの新鋭として、パワーとスピードを武器に南部エリアで人気を獲得。日本でも来日が待たれた「まだ見ぬ強豪」の一人だった。1980年代半ばからはラフ&パワーを主体としたヒールに転向し、ロン・シモンズとのタッグチーム、ドゥーム（Doom）などで活躍した。

## 来歴
セントラル・ミズーリ大学を経てNFLのカンザスシティ・チーフスで短期間プレイした後、1978年に地元ミズーリ州のカンザスシティでプロレスラーとしてデビュー。以降も本名のブルース・リード（Bruce Reed）名義で中西部のミズーリおよびカンザス地区に定着、1980年にはジェリー・ロバーツと組んでマイク・ジョージ&ボブ・スウィータンからNWAセントラル・ステーツ・タッグ王座を奪取している。
1981年下期より "ハクソー" ブッチ・リード（"Hacksaw" Butch Reed）のリングネームで南部のフロリダ地区（エディ・グラハム主宰のCWF）に参戦。1982年2月20日、セントピーターズバーグにてドリー・ファンク・ジュニアのインターナショナル・ヘビー級王座に挑戦したことから日本でも注目を集める。その後もフロリダではダスティ・ローデスやスウィート・ブラウン・シュガーの盟友となり、黒人ベビーフェイスの新鋭としてファンの支持を獲得。ザ・ファンクスやデビッド・フォン・エリックとも抗争し、ブルーザー・ブロディやビッグ・ジョン・スタッドらの巨漢を相手にボディスラム・マッチを行ったこともある。ジョージア地区（ジム・バーネット主宰のGCW）ではスタン・ハンセンともタッグを組み、リック・フレアーが保持していたNWA世界ヘビー級王座にも再三挑戦した。
1983年からはビル・ワットが主宰するミッドサウス地区のMSWAを主戦場に活躍。同じく "Hacksaw" をニックネームとするヒールのジム・ドゥガンと抗争を展開するが、ドゥガンのベビーフェイス転向と入れ替わりにヒールターンを決行。以降1984年にかけて、タッグパートナーでもあったジャンクヤード・ドッグとの黒人レスラー同士による抗争を繰り広げた。1985年はベビーフェイスに戻り、7月22日にダッチ・マンテルからミッドサウスTV王座を、10月14日にはディック・マードックから北米ヘビー級王座を奪取。バズ・ソイヤー、ディック・スレーター、カマラ、スティーブ・ウィリアムスとも抗争し、因縁のドゥガンとのタッグチームも実現させた。

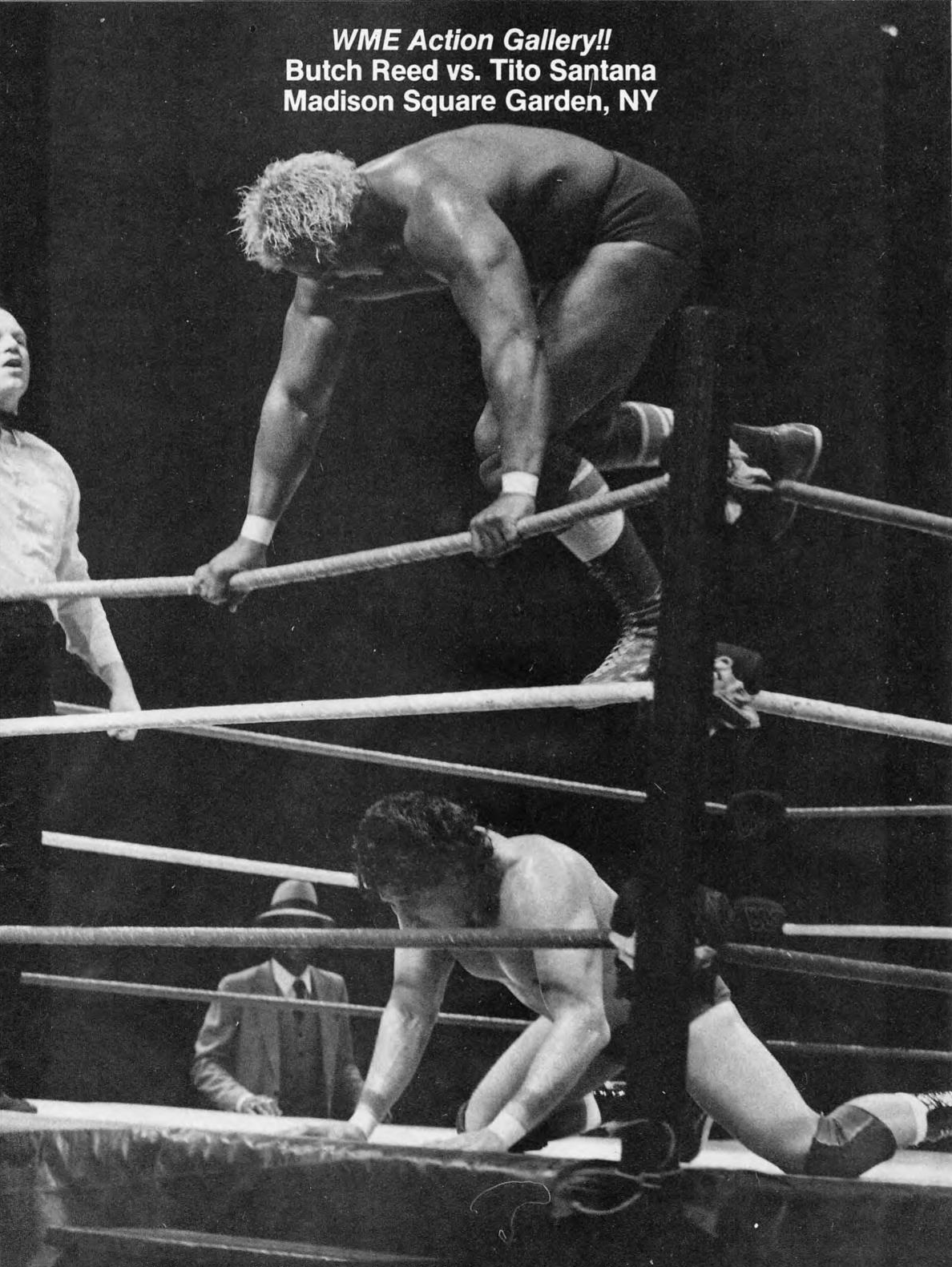
ティト・サンタナを攻撃するリード（1987年）

1986年に古巣のカンザスシティに戻り、再びヒールターンして黒人マネージャーのスリックと合体。黒人レスラーの大先輩だったルーファス・R・ジョーンズとの抗争を経て、同年9月よりスリックと共にWWFに登場する。WWFでは "ザ・ナチュラル" ブッチ・リード（"The Natural" Butch Reed）を名乗り、黒人でありながら髪をブロンドに染めるなど、スウィート・ダディ・シキをイメージしたショーマン派のヒールに変身。1987年3月29日のレッスルマニアIIIでは黒人ベビーフェイスのココ・B・ウェアに勝利。11月26日に行われたサバイバー・シリーズの第1回大会では、当時ハルク・ホーガンと抗争していたアンドレ・ザ・ジャイアントのチーム・メンバーとなり、メインイベントでホーガン率いるベビーフェイス軍団と対戦した。翌1988年3月27日のレッスルマニアIVでは、空位となったWWF世界ヘビー級王座決定トーナメントに出場している（1回戦でランディ・サベージに敗退）。
レッスルマニア後にWWFと袂を分かち、末期のNWAジム・クロケット・プロモーションズに転出。ヒロ・マツダ率いるヒール軍団 "ヤマサキ・コーポレーション" に加入してフレアーやバリー・ウインダムと共闘する。同プロがWCWに買収された1989年からは、フロリダから移籍してきたロン・シモンズと黒人タッグチームのドゥーム（Doom）を結成。当初はウーマンをマネージャーに付け、黒い覆面を被ったマスクマンのコンビとしてロード・ウォリアーズらと抗争していた。1990年より素顔に戻り、テディ・ロングを新マネージャーに迎えて黒人ユニットのイメージを強化。同年5月19日、リックとスコットのスタイナー・ブラザーズを破りNWA世界タッグ王座を獲得する。
その後1991年1月にタイトル名は改称され、彼らが初代のWCW世界タッグ王者チームとなった。スティング&レックス・ルガーなどの強豪チームを相手に防衛戦を行ったが、同年2月24日、マイケル・ヘイズとジミー・ガービンのファビュラス・フリーバーズに敗れ王座を失い、シモンズと仲間割れを起こしてチームを解散。以降はベビーフェイスに転向したシモンズと各地で遺恨試合を展開する。王座転落後の3月21日にはドゥームとして新日本プロレスの東京ドーム大会に初来日、ビッグバン・ベイダー&バンバン・ビガロと対戦したが、試合後はシモンズとの殴り合いを演じた。
1992年にWCWを離れた後は、ジェリー・ジャレットとジェリー・ローラーが主宰していたテネシー州メンフィスのUSWAでジャンクヤード・ドッグとの抗争を再開、10月12日にUSWA統一世界ヘビー級王座をJYDから奪取した。以降、1994年にはテキサス州ダラスのGWF、2000年代に入るとハーリー・レイス主宰のWLWなどに参戦。以降もホームタウンのカンザスシティ周辺のインディー団体へのスポット出場を続けていた。
WWEとは1988年以来、絶縁状態が続いていたが、2007年9月のスマックダウンで放送された旧友セオドア・ロングの結婚披露宴のスキットでは、ゲストの一人としてバックステージに顔を見せている。なお、ロン・シモンズがファルークとしてWWFでネーション・オブ・ドミネーションを結成していた際、そのメンバーに加入するという噂もあった。
2021年2月5日、心臓の合併症のため死去。66歳没。

## 追記
- 1982年2月20日にセントピーターズバーグで行われたドリー・ファンク・ジュニアとのインターナショナル王座戦は、前年11月1日に東京の後楽園ホールでブルーザー・ブロディからタイトルを奪回したドリーのアメリカでの防衛戦であり[23]、日本でも『全日本プロレス中継』にて放送された。その後、リードは全日本プロレスへの来日が何度となく予定されたが一度も実現することはなく、1991年3月の新日本プロレスへのドゥームとしての参戦で、ようやく初来日を果たすことになる。
- しかし新日本への来日時、ドゥームはすでに仲間割れを起こし解散しており[3]、リードとシモンズは抗争を展開するライバル同士になっていた。東京ドームでのベイダー&ビガロとの試合もそれが原因で敗退、試合後に本国での因縁を引きずって両者が殴り合うというブックが用意されたが、会場にはWCWでの両者の仲間割れアングルを知らない観客がほとんどだったため、反応は鈍かった。結果として、1980年代の「幻の強豪」だったリードは待望の日本マット登場を果たしたにもかかわらず、真価を発揮することができないまま最初で最後の来日を終えることになった。

## 得意技
- ゴリラ・プレス・スラム
- ショルダー・ブロック
- ダイビング・ラリアット
- ネック・ハンギング・ツリー
- ドロップキック
- エルボー・ドロップ

## 獲得タイトル
セントラル・ステーツ・レスリング
- NWAセントラル・ステーツ・タッグ王座：1回（w / ジェリー・ロバーツ）[5]

チャンピオンシップ・レスリング・フロム・フロリダ
- NWA北米タッグ王座（フロリダ版）：1回（w / スウィート・ブラウン・シュガー）[24]

ミッドサウス・レスリング・アソシエーション
- ミッドサウス北米ヘビー級王座：3回[10]
- ミッドサウスTV王座：1回[9]
- ミッドサウス・タッグ王座：1回（w / ジム・ナイドハート）[25]

ユナイテッド・ステーツ・レスリング・アソシエーション
- USWA統一世界ヘビー級王座：1回[21]

ジム・クロケット・プロモーションズ / ワールド・チャンピオンシップ・レスリング
- NWA世界タッグ王座 / WCW世界タッグ王座：1回（w / ロン・シモンズ）[16][17]